# 约翰·托拜厄斯·比格
约翰·托拜厄斯·比格（德語：Johann Tobias Bürg；1766年12月24日—1835年11月15日），有时也被称为“约翰内斯·伯格”，是一位奥地利天文学家。
比格出生于维也纳，是克恩顿州克拉根福镇的一名教授和教授。1792年担任维也纳天文台的天文助理，1817年弗朗茨·德·保拉·特里斯纳凯尔（Franz de Paula Triesnecker）去世后成为该天文台台长。
他发表了一些被称赞为准确性极高的月球天文表。正是由于这些天文表，比格成为了一名法国科学院委员。1822年，又被选为美国文理科学院外籍名誉会员。他在克拉根福附近的维塞瑙去世。
月球上的“伯格环形山”，就是1834年约翰·海因里希·冯·梅德勒（Johann Heinrich von Mädler）为纪念伯格而以他的名字命名的。

## 备注
1. ^  Adolf Drechsler in his Ill. Lexikon der Astronomie (Leipzig, 1881) gives Trier as Bürg's place of birth and 1835 as the year of death.  Some sources give November 15 as his date of birth, others November 25.  1834 is sometimes given as his year of death.